# Silvio Naldi
Silvio Naldi (Castel San Pietro Terme, 23 dicembre 1921 – Bologna, 4 settembre 2010) è stato un calciatore italiano, di ruolo attaccante.

## Caratteristiche tecniche
Giocava come ala o centravanti; la sua principale caratteristica era la rapidità, a scapito di una tecnica di base non raffinata.

## Carriera
Cresciuto nel Bologna, fu inviato per più stagioni in prestito al Carpi, a partire dal campionato di Serie C 1939-1940: nella formazione modenese disputa quattro stagioni nel terzo livello italiano.
Terminata la pausa bellica giocò nel Bologna la Divisione Nazionale 1945-1946, allora massima serie italiana. Debuttò il 21 ottobre 1945 contro l'Atalanta; nel corso del torneo scese in campo 8 volte, segnando 2 reti. Conclusa la stagione fu posto in lista di trasferimento e passò al Piacenza in vista della Serie B 1946-1947: durante il campionato disputò 24 partite, con 2 gol, alternandosi nel ruolo di centravanti a Cornelio Marchetto.
A fine stagione, rientrato al Bologna per fine prestito, si trasferì alla Centese, nuovamente in prestito. Nella formazione ferrarese disputò il campionato di Serie B 1947-1948, realizzando 6 gol in 26 partite; rimase in forza alla Centese anche nelle tre stagioni successive, in Serie C e in IV Serie.

## Palmarès

### Club

#### Competizioni nazionali
- Coppa Alta Italia: 1

Bologna: 1945-1946